# Iput
iput株式会社（イプト、英: iput.inc）は東京都港区赤坂に本社を置くメディア事業を展開する企業。

## 沿革
- 2019年8月、木村有希がTomoaki Asano、勅使河原由佳とともにイプト株式会社を創業[1]。同年10月、結婚相談所総合情報ポータルサイト「promarry」をリリース[2]。
- 2019年度にベトナム・韓国に進出し事業開始、2020年4月「ベトナム人向け仮想通貨情報サイト Coinstar」をリリース[3]。
- 2019年12月、「妊婦に見えない妊婦服」をめざした自社ブランド「Miale」をリリース[4]。
- 2020年5月11日、30代男性の暮らしを支えるメディア「RecoMen’s」をリリース[5]。同年8月、「転職情報サイト「careerand」と業務提携開始[6]。
- 2021年、多くの占い師を抱え、電話とチャットで悩みを相談できるオンライン占いサイト「当たる占い師.com」のサービス提供開始[7]。8月、恋愛の悩みを解決するメディア「URAKOI」をリリース[8]。9月、海外在住の邦人向け代理発送サービス「御用聞きJAPAN」を提供開始[9]。
- 2023年9月、郵送でのお焚き上げを受け付ける「神社のお焚き上げ」サービスを提供開始
- 2024年9月、「御用聞きJAPAN」の姉妹サービスとして、日本人医師とオンライン診療ができるサービス「御用聞きドクター」を提供開始。
- 2025年1月、LINEで気軽にiPhone買取・査定を行うサービス「iPhone買取市場」を提供開始

## 事業内容
- メディア事業：国内外で累計12のメディアを運営。
- コンサルティング事業：Webメディアの立ち上げ・戦略、SEOや運用へのコンサルティングを実施。
- 受託開発事業：業務システムやWebサービスの開発を受託。
- 海外事業：アジアを中心にメディア事業・EC事業を展開[10]。

## 事業所
- 本社
  - 東京都港区赤坂8丁目5−40